# Longboat Key
Longboat Key – miasto w Stanach Zjednoczonych, w stanie Floryda, w hrabstwie Manatee.